# Shout the Truth
Shout the Truth (2008) is het eerste studioalbum van de Amerikaanse metalcoreband Confide. Het album werd voor het eerst uitgebracht op Science Records, onderdeel van Warner Bros, op 17 juni 2008. Het is de eerste uitgave van de band met zanger Ross Kenyon en drummer Arin Ilejay. Op 8 september 2009 volgde een heruitgave van het album op Tragic Hero Records. Voor deze heruitgave ging Confide terug dezelfde studio in om nieuwe drummer Joel Piper de refreinen van bepaalde nummers te laten zingen. Piper neemt enkel zang op voor deze heruitgave, de drums blijven deze van de originele opname. Ook worden er op de heruitgave twee B-sides toegevoegd en een cover van het nummer Such Great Heights van The Postal Service.

## Tracklist
1. Millstone - 3:14
2. Can't See the Forest for the Trees - 2:26
3. I Am Scared of Me - 3:32
4. City to City - 2:42
5. Zeal - 2:56
6. If We Were a Sinking Ship - 3:16
7. 00:00 - 2:01
8. Holes - 3:11
9. Vultures Among the Dead - 3:10
10. The Bigger Picture - 2:39
11. In Reply - 3:43
12. This I Believe - 2:29
13. Such Great Heights (The Postal Service cover) - 4:24 (Enkel op heruitgave)
14. Role Reversal - 2:45 (Enkel op heruitgave)
15. I Never Saw This Coming - 3:31 (Enkel op heruitgave)

## Medewerkers

### Muzikanten
- Ross Kenyon - zang
- Jeffrey Helberg - gitaar, zang op nr. 12
- Aaron Van Zutphen - gitaar, zang op nr. 6, 9 & 12
- William 'Billy' Pruden - basgitaar, zang op nr. 12
- Arin Ilejay - drums, percussie, zang op nr. 12
- Joel Piper - drums op nr. 13, zang op alle nummers behalve 2, 5, 10 & 12
- Joshua Paul - gitaar op nr. 13

### Overige
- Cameron Webb - mixen, mastering